# Hrud
Hrud es un pueblo ubicado en la gmina Biała Podlaska, distrito de Biała Podlaska, voivodato de Lublin, Polonia.

## Superficie
Cuenta con una superficie de 7,070 kilómetros cuadrados.

## Demografía
Hasta 2011 la población era de 535 habitantes, con una densidad de población de 75,67 habitantes por kilómetro cuadrado. Estaba conformada por 262 hombres (49%) y 273 mujeres (51%), según el censo de la Oficina Central de Estadística.